# Samosa
Samosa (hindi समोसा) – potrawa kuchni indyjskiej; przekąska w postaci trójkątnego pierożka smażonego na głębokim oleju. Jako nadzienie służą najczęściej ostro przyprawione warzywa, mięso kurczaka lub ser panir.

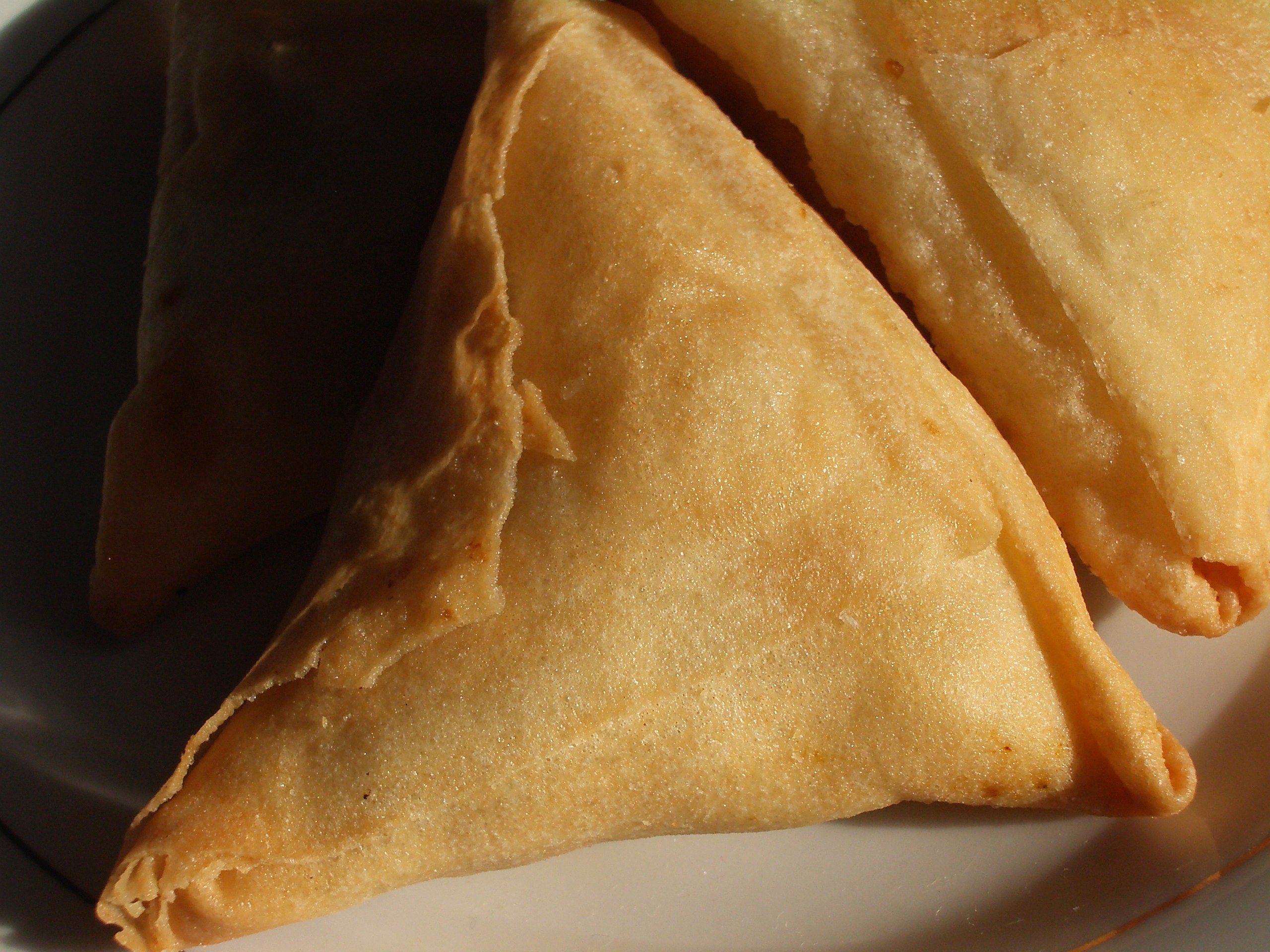
Samosa